# Papilio microps
Papilio microps là một loài bướm thuộc họ Bướm phượng (Papilionidae). Chúng được mô tả năm 1905 bởi Rothschild & Jordan. Loài bướm Papilio aethiops sinh sống ở Ethiopia và Somalia.